# Río Jaya Mayu
Río Jaya Mayu är ett vattendrag i Bolivia.   Det ligger i departementet Cochabamba, i den centrala delen av landet, 130 km nordväst om huvudstaden Sucre.
Omgivningen kring Río Jaya Mayu består i huvudsak av gräsmarker. Området är  glesbefolkat, med 12 invånare per kvadratkilometer.